# Zielonka Pasłęcka (przystanek kolejowy)
Zielonka Pasłęcka – przystanek kolejowy w województwie warmińsko-mazurskim, w powiece elbląskim, w Polsce.

## Ruch pasażerski
| Rok  | Wymiana pasażerska na dobę |
| ---- | -------------------------- |
| 2017 | 10-19                      |
| 2022 | 20-49                      |

Przystanek jest oddalony o półtora kilometra od centrum wsi Zielonka Pasłęcka.

## Kolizja dwóch pociągów z 1945
Pod koniec II wojny światowej, w dniach 21 i 22 stycznia 1945 r. stacja kolejowa we wsi była miejscem tragicznego wypadku kolejowego, po którym nastąpił sowiecki atak na nieuzbrojonych uchodźców. Niemiecki pociąg szpitalny-wojskowy pełen rannych, który na krótko zatrzymał się na stacji, został około godziny 23:00 w nocy zatrzymany przez pociąg przewożący kilka tysięcy uchodźców z Ostródy i Morąga. W wyniku kolizji wielu zabitych i rannych zostało w obu pociągach. Drugi pociąg dla uchodźców przyjechał niedługo potem, ale był w stanie zatrzymać się przed zderzeniem z pierwszym pociągiem dla uchodźców.
Kolizja zniszczyła szereg wagonów kolejowych zarówno w pociągu szpitalnym, jak i w pociągu dla uchodźców, co trwale zablokowało drogę dla drugiego pociągu dla uchodźców. Pociąg szpitalny, zostawiając rozbite wagony za sobą, był w stanie udać się na zachód i uciec w kierunku Elbląga i Pasłęka. Jednak trzy do czterech tysięcy uchodźców pozostało w oczekiwaniu na pociąg zastępczy, który nigdy nie przyjechał.
O świcie 22 stycznia przybył oddział Armii Czerwonej składający się z czołgów i piechoty, a prawdopodobnie z powodu obecności niektórych żołnierzy niemieckich w mundurze, otworzył ogień do wielu osób i budynków na stacji, zabijając od 140 do 150 osób. Nieliczni żołnierze niemieccy zostali wzięci do niewoli. Ciała ofiar zostały usunięte po tygodniu, po którym pozostali ludzie się rozproszyli. Zmarli z wraku pociągu i rosyjskiego ataku zostali pochowani w płytkich grobach w pobliżu dworca kolejowego.
Na budynku dworcowym, obecnie prywatnym, umieszczono tablicę upamiętniającą to zdarzenie (po niemiecku i po polsku).